# Флоовант
«Флоовант» — французская эпическая поэма рубежа XII—XIII веков.
Поэма написана ассонансированным александрийским стихом; насчитывает более 2500 строк.

## Содержание
Сын короля Хлодвига Флоовант изгнан отцом за плохое поведение. Он прибывает в Эльзас ко двору Флора, поручающего ему возглавить армию, собирающуюся в поход против сарацин. Флоовант берёт в осаду крепость, в которой засела Могали, дочь сарацинского короля Гальена. После нескольких приступов крепость взята. Но сыновья Флора предают героя, и тот попадает в руки врагов. Друг Флоованта Ришье спешит ему на помощь. Могали помогает герою и другим пленным франкам бежать из темницы. Прибывшие Флор и Ришье усугубляют разгром сарацинского войска. Флоовант женится на принявшей христианство Могали, а его друг — на дочери Флора Флорете. После этого все направляются во Францию и изгоняют оттуда новую армию неверных. Флоовант получает прощение отца и вскоре сам становится королём.
Никакой исторической основы поэма не имеет. Ни у одного из четырёх королей по имени Хлодвиг не было сына с похожим именем. Возможно, здесь в искажённом виде отразилось имя майордома Нейстрии Флаохада, современника Хлодвига II.

## Издания
- Floovant, chanson de geste, publiée pour la première fois d'après le manuscrit unique de Montpellier par F.Guessard et H.Michelant. Paris, 1858 (APF, № 1).
- La Chanson de Floovant, étude critique et édition par F.H.Bateson. Paris, 1938.
- Andolf S. Floovant. Chanson de geste du XIIe siècle. Uppsala, 1941.